# Nordharz
Nordharz is een gemeente in de Duitse deelstaat Saksen-Anhalt, gelegen in de Landkreis Harz. De gemeente telt 7.783 inwoners.

## Indeling gemeente
De gemeente bestaat uit de volgende Ortschaften:
- Abbenrode
- Danstedt
- Heudeber met Mulmke
- Langeln
- Schmatzfeld
- Stapelburg
- Veckenstedt
- Wasserleben

Ballenstedt · 
Blankenburg (Harz) · 
Ditfurt · 
Falkenstein/Harz · 
Groß Quenstedt · 
Halberstadt · 
Harsleben · 
Harzgerode · 
Hedersleben · 
Huy · 
Ilsenburg (Harz) · 
Nordharz · 
Oberharz am Brocken · 
Osterwieck · 
Quedlinburg · 
Schwanebeck · 
Selke-Aue · 
Thale · 
Wegeleben · 
Wernigerode